# Museo del Belén
El Museo del Belén es un museo localizado en Jerez de la Frontera (Andalucía, España).

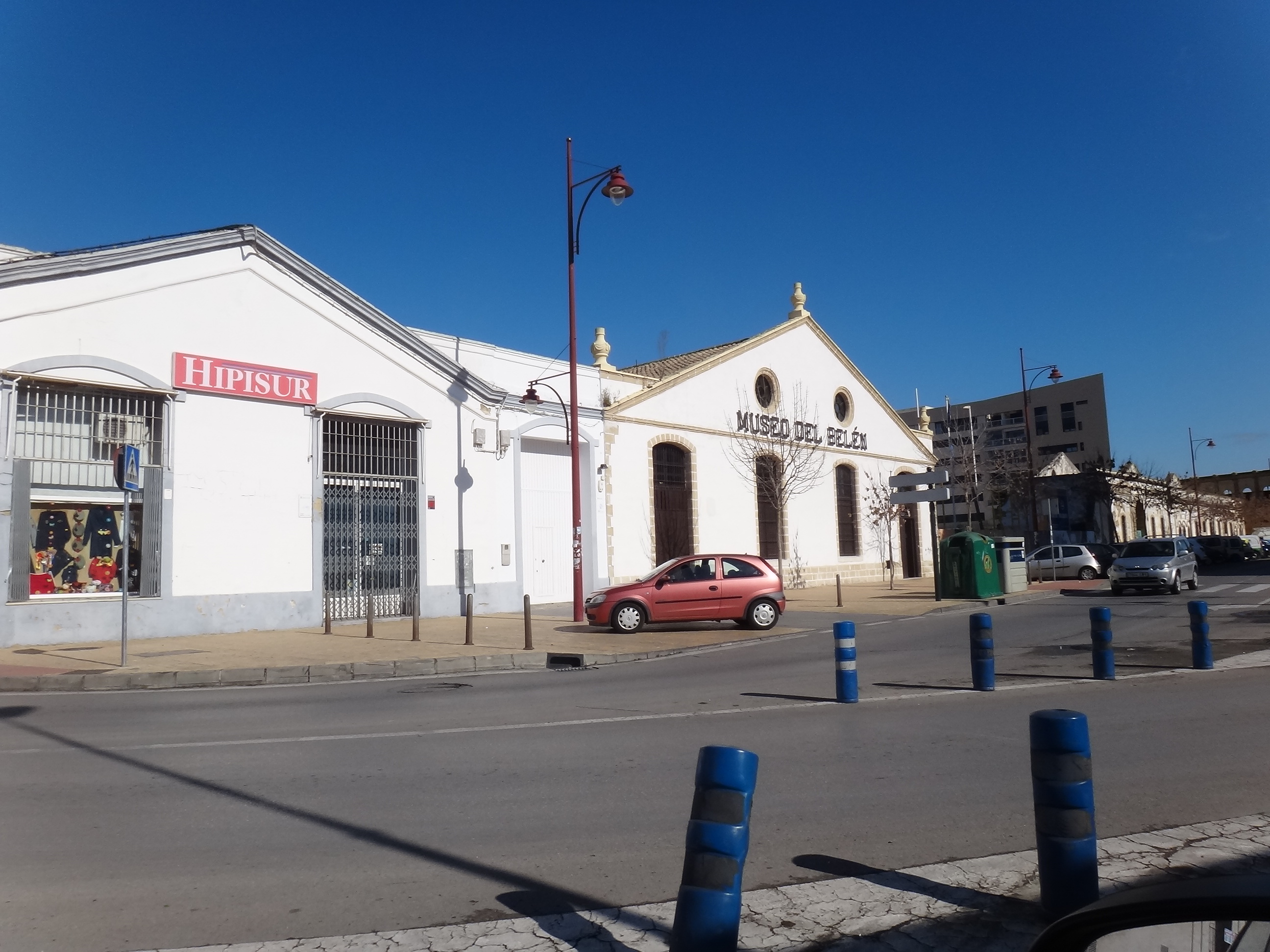
Portada del edificio.

## El museo

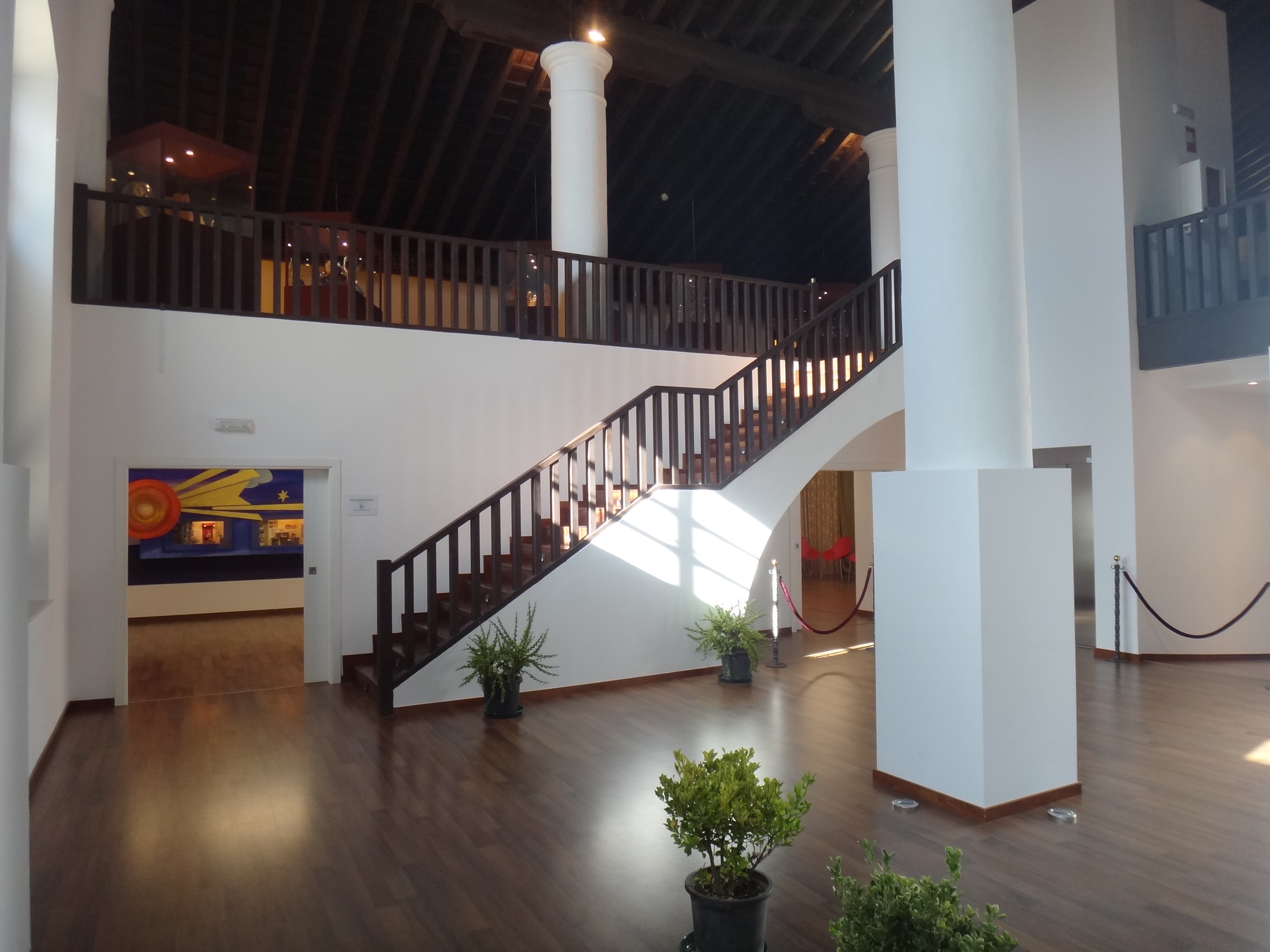
Interior.

El Museo con sus 1418 m2 de superficie alberga la Muestra del Belén Xerez Se sitúa en las antiguas bodegas de Williams & Humbert, cuyo casco de bodega fue remodelado y acondicionado para dicho fin, y se mantuvo su estructura y fisionomía original del siglo XIX  quedando un espacio expositivo abierto en dos plantas: la planta baja acoge un espectacular Belén Monumental de estilo Hebreo de 240 m², "Salve Emmanuel", verdadera joya del arte belenístico actual, la muestra de dioramas escenografías populares navideñas, un área expositiva de belenes en diversos estilos y formatos, donde destacan el belén columnar o el retablo "belenes soñados", mostrando con ello la diversidad creativa de este arte popular. Además contiene una sala didáctica belenista (dedicada a conferencias, proyecciones, recitales de música navideña, presentación de libros y cursos técnicos). Mientras que la primera planta está dedicada a la muestra de belenes de Jerez, España y el Mundo, junto como el Gran Belén napolitano , que está construido siguiendo los cánones de montaje del siglo XVIII así como la galería de vitrinas expositivas donde se muestran piezas escultóricas de destacados autores belenistas: Pedro Ramírez, José Joaquín Pérez, José Domínguez, José Luis Mayo, Castells, Montserrat Ribes, Guadalupe  de Guzmán, Sucesores de Ángel Martínez, Moisés Halcón, Arte Cristiano de Olot. Dentro de sus fines también esta la difusión expositiva de autores noveles como futuro del arte belenista
Su contenido expositivo se renueva periódicamente, dándole al ente un carácter dinámico. El número de visitante va en aumento año tras año constatandose con ello el interés que suscita como foco dinamizador del turismo cultural en Jerez de la Frontera.
Comparado con otros espacios museísticos similares españoles destaca por su tamaño: 1.418 metros cuadrados, manteniendo sus puertas abiertas durante todo el año. En su primera Navidad superó las 8.000 visitas, aumentando su número año tras año. 
Cada año la Muestra se renueva con nuevos belenes. En 2011 fue la fecha de su apertura al público con la presentación del belén monumental "Salve Emmanuel".